# Nestorius
Nestorius (griechisch Νεστόριος, Nestórios; * um 381 in Germanikeia bzw. Germanicia, heute Kahramanmaraş; † ca. 451–453) war ein spätantiker oströmischer Theologe. Von 428 bis 431 war er Patriarch von Konstantinopel. Der neue Bischof wurde bald nach seiner Amtseinführung zum Initiator eines anfänglich mariologischen, dann christologischen Streits, der das ganze Reich erfasste und schließlich 431 zur Einberufung eines Ökumenischen Konzils durch Kaiser Theodosius II. (408–450) nach Ephesos führte. Nach dem Konzil legte Nestorius sein Amt im September 431 nieder. Er starb im Exil in Oberägypten.

## Leben
Schon als Jugendlicher trat er in das Kloster Euprepius bei Antiochia ein. Als Mönch wurde seine Bildung besonders durch die theologische Schule von Antiochia geprägt. Unter seinen Lehrern ist vor allem Theodor von Mopsuestia († 428) hervorzuheben. Nach seiner Ordination zum Presbyter galt Nestorius als erfolgreicher Katechet und bedeutender Prediger in seiner Heimat. Nach dem Tod des Patriarchen von Konstantinopel Sisinnius am Heiligen Abend 427 wurde Kaiser Theodosius II. bei den Wirren um dessen Nachfolge auf den berühmten Prediger von Antiochia Nestorius durch den dortigen Bischof Johannes aufmerksam gemacht und wählte ihn zum neuen Patriarchen. Nestorius wurde hernach am 10. April 428 zum Bischof der Kaiserstadt geweiht.
Nestorius verstand es nicht, die Interessen der widerstreitenden Glaubensrichtungen vor allem bezüglich der Würde der Mutter Jesu zu einem Ausgleich zu führen. Dazu gesellte sich bald Streit um das Wesen Christi, der dermaßen eskalierte, dass Kaiser Theodosius II. sich veranlasst sah, auf Pfingsten 431 ein Ökumenisches Konzil in die Hafenstadt Ephesos einzuberufen. Dabei wurde Nestorius zunächst von seinen Widersachern, dem Patriarchen Kyrill von Alexandria († 444) und dessen Anhang, also nicht vom ganzen Konzil, zum Häretiker erklärt und als Patriarch von Konstantinopel abgesetzt. Es wurde ihm erlaubt, in sein Heimatkloster zurückzukehren. Dann aber im Herbst 435 wurde Nestorius von den Patriarchen Konstantinopels, Antiochias und Alexandrias exkommuniziert: seine Güter wurden eingezogen, seine Schriften verbrannt, und er selbst schließlich in die große Oase in Oberägypten westlich von Luxor verbannt. In dieser Einsamkeit verfasste er zwei Verteidigungsschriften: die Apologia oder Tragoedia und den Liber Heraclidis. Nestorius fand hier jedoch keine Ruhe. Er wurde von Nomaden gefangen genommen, zwischen einzelnen Städten hin- und hergeschickt, dann wieder exiliert, so dass sich seine Spur am Ende im Dunkel verliert. Er muss zwischen 451 und 453 in Oberägypten gestorben sein.

## Seine Lehre im Widerstreit
Schon bei seinem Amtsantritt in Konstantinopel fand Nestorius einen Streit um die Person Mariens vor. Um zwischen den streitenden Parteien zu vermitteln, von denen die eine für „Theotokos“, Gottesgebärerin, als Titel Mariens plädierte, die andere für „Anthropotokos“, Menschengebärerin, schlug Nestorius den biblisch fundierten Titel „Christotokos“, Christusgebärerin, vor. Die Auseinandersetzung eskalierte, weil man dem Patriarchen unterstellte, den für Maria schon jahrzehntelang verwendeten Titel „Theotokos“ aufzugeben.
Nestorius hielt sich für einen konsequenten Verfechter der Christologie des Konzils von Nicäa (325). Er lehrte darum die Existenz zweier vollkommener und unvermischter Naturen in Christus: der göttlichen und der menschlichen Natur. Er meinte, dass die Heilige Schrift überall, wo sie das Heilswerk des Herrn erwähnt, Geburt und Leiden nicht der Gottheit, sondern der Menschheit zuschreibe, so dass die heilige Jungfrau nicht Gottesgebärerin, sondern Christusgebärerin heißen müsse. Es war keineswegs seine Absicht, Christus gleichsam zu zerreißen, sodass im Ergebnis nur zwei unverbunden nebeneinander stehende Naturen übrigblieben. Er sah die beiden Naturen verbunden durch das Prosopon. Darunter verstand er eine Verbindung, in der Jesus nur ein Mensch ist, jedoch unauflöslich vereint mit der Gottheit durch die ständige Einwohnung des göttlichen Logos. Der Leib sei gleichsam der Tempel der Gottheit des Sohnes, in dem die Gottheit des Sohnes wohne. Er betont gleichzeitig die Einheit und die wesenhafte Trennung von Wohnung und Bewohner von Gottheit und Menschheit in Christus.
Nestorius brachte in einem Brief an Papst Coelestin I. (422–432) diesen Streit um den Theotokostitel nach Rom. Auch hier lehnte er diesen Titel ab, weil er damit die Lehre des Konzils von Nicaea verletzt sah, und aus dem weiteren Grund, weil keine menschliche Frau Gott gebären könne. Doch nicht der Streit um den Theotokostitel veranlasste ihn, sich an den Papst zu wenden, sondern seine Ratlosigkeit über den Umgang mit einigen in den Osten verbannten lateinischen Bischöfen. Aber die päpstliche Kurie hatte Probleme mit der Übersetzung dieses griechisch geschriebenen Briefes wie auch der folgenden und ließ sich notgedrungen mit einer Antwort Zeit. Jedoch nahm Rom die aufgeworfenen Probleme, die sich immer mehr auf die Christologie des Nestorius konzentrierten, außerordentlich ernst. Deswegen beauftragte der theologisch versierte römische Diakon Leo, der spätere Papst Leo der Große (440–461), Johannes Cassianus († 430/435), Gründer eines Männer- und eines Frauenklosters in Marsilia, die Lehre des Nestorius theologisch zu beurteilen. Dieser veröffentlichte seinen Befund unter dem Titel De Incarnatione Domini contra Nestorium (ca. 429).
Eine synodale Entscheidung über die Lehre des Nestorius hielt Papst Coelestin für unumgänglich, sodass er eine Synode auf den 10. August 430 nach Rom einberief. Die Synode schien sich zwar zunächst gegen die mariologische Irrlehre des Nestorius zu richten, seine Ablehnung des Glaubens an die jungfräuliche Unversehrtheit Mariens bei der Geburt. Tatsächlich unterstellte sie ihm damit eine fundamentale christologische Häresie. Nestorius verneine die Gottheit des Marienkindes. Das ergibt sich aus der Argumentation des Papstes gegen Nestorius bei der Synode. Coelestin hatte die Begründungen des Nestorius mit dem Vers des Ambrosius († 397) zurückgewiesen: „Komm, Erlöser der Welt, zeige die Geburt aus der Jungfrau; staunen soll die ganze Welt; solch eine Geburt geziemt Gott“. Die Jungfrauengeburt war für Coelestin ein hervorragendes Kriterium für die Gottheit des Kindes Jesu. Das war der spezifische Ansatz Roms in der Auseinandersetzung mit Nestorius.
Der Titel Gottesmutter für Maria spielte in Rom im Gegensatz zum morgenländischen Streit keine Rolle. Nestorius wurde aufgefordert, innerhalb von zehn Tagen nach Erhalt der Synodenentscheidung seine Lehre zu widerrufen, sonst würde er als Häretiker betrachtet und abgesetzt werden. Papst Coelestin benachrichtigte noch am selben Tag die Kleriker und das Volk von Konstantinopel, den Patriarchen Kyrill von Alexandria, den Patriarchen Johannes von Antiochia († 441), dem Heimatsbistum des Nestorius, und schließlich Nestorius selbst über diesen Beschluss der Synode. Daran ließ sich seine Tragweite für Rom erkennen. Seine Bedeutung wurde noch hervorgehoben durch die Entscheidung des Papstes Coelestin, die gerade wieder aufgebaute Basilika der heiligen Maria auf dem Esquilin, die heutige Basilika Santa Maria Maggiore, mit Mosaiken zu schmücken, deren Thema die Demonstration der Gottheit des Menschen Jesus auf dem Hintergrund der Auseinandersetzung mit den Thesen des Nestorius sein sollte. In der vorhandenen Mosaikfolge am Triumphbogen und den ersten Mosaiken auf beiden Seiten des Kirchenschiffes wird detailliert auf die Thesen des Nestorius Bezug genommen. Darin liegt sein außerordentlicher Quellenwert (siehe auch Theologischer Hintergrund der Mosaike).
Als Beispiele seien folgende Szenen des Triumphbogen-Mosaikzyklus angeführt: Der Heilige Geist, der sich als Taube auf Maria der Verkündigung Mariens (1. Register, links) niederlässt, also der Empfängnis Jesu, ist weder durch den Bibeltext noch durch gleichzeitige Beispiele aus der Darstellung der Verkündigung an Maria bezeugt. Nestorius hatte die Gottheit des Marienkindes gerade bei der Empfängnis heftig bestritten. Sie soll durch die Übernahme der Taube des Heiligen Geistes aus der Jordanszene, wo sie auf die Gottessohnschaft Jesu hinweist, in das Verkündigungsbild, auf die Gottheit des Kindes Jesu hingewiesen werden. Bei der Darstellung Jesu im Tempel (1. Register, rechts) gibt bei Lukas keine Grundlage für die Abbildung des Jesuskindes als Hohepriester und Gott jedoch im Streit mit Nestorius, der die Gottheit des menschgewordenen Hohenpriesters Christus bestritten hatte. Auch das in der frühchristlichen Kunst singuläre, alleinige Thronen des Kindes Jesus in der Magierszene (2. Register) kann sich auf das Wort des Nestorius beim Konzil von Ephesus beziehen: „Er könne einen zwei oder drei Monate alten Gott nicht anerkennen“. Die Verwendung des Kreuzes anstatt seiner Figur bei der Inthronisation Christi auf dem himmlischen Thron im Scheitelmosaik lässt sich als Antwort auf das Hauptargument des Nestorius gegen die Göttlichkeit verstehen, Gott könne nicht leiden. Gott ist gekreuzigt worden unbeschadet seiner Gottesnatur. Die Planung und Verwirklichung dieses Projekts nahmen etwa 4 Jahre, vom Jahresende 430 bis etwa zum 5. August 434 in Anspruch, dem Weihetag der Basilika.
Wichtig ist, dass Coelestin den Patriarchen Kyrill von Alexandria beauftragte, den Vollzug der Beschlüsse der römischen Synode zu überwachen. Kyrill selbst führte im Osten den Kampf gegen Nestorius mit großem Einsatz. Deswegen berief er auf den 30. November 430 für seinen Kirchensprengel eine Synode nach Alexandria ein, die das römische Urteil gegen Nestorius bestätigte. Er ließ ihre Beschlüsse dem Nestorius als Synodalschreiben zustellen. Ihm war in Form von Anathemata ein Glaubensbekenntnis in zwölf Artikeln angeschlossen. Nestorius beugte sich nicht der Aufforderung, den Beschlüssen zuzustimmen. Angesichts des heftigen Streites berief Kaiser Theodosius II. ein Ökumenisches Konzil auf den 7. Juni 431 nach Ephesos ein (Konzil von Ephesos). Zu Beginn des Konzils waren nur Kyrill und seine Anhänger versammelt. Kyrill eröffnete das Konzil gegen den Widerspruch des kaiserlichen Beamten. Deswegen weigerte sich Nestorius, vor dem Konzil zu erscheinen. Trotzdem wurde seine Sache verhandelt, die Lehre Kyrills als rechtgläubig und Nestorius’ Lehre zur Häresie erklärt und Nestorius als Patriarch von Konstantinopel abgesetzt. Diesem Beschluss stimmte der päpstliche Gesandte zu, obwohl er erst nach der Eröffnung der Versammlung erschienen war. Die zentrale Lehre des kyrillischen Konzils war nicht die Gottesmutterschaft Mariens, wie so oft behauptet wird, sondern die Gottheit Christi, des Mensch gewordenen Gottessohnes. Sie ist dem 2. Brief des Kyrill an Nestorius entnommen und lautet:

„Nun hat das heilige und große Konzil [von Nicaea] erklärt, dass der aus Gott und dem Vater gezeugte eingeborene Sohn, wahrer Gott vom wahren Gott, in eigener Person herabgestiegen ist, Fleisch und Mensch geworden ist, gelitten hat, am dritten Tage wieder auferstanden und zu den Himmeln aufgefahren ist. Denn die Schrift hat nicht gesagt, daß das Wort sich mit der Person eines Menschen geeint habe, sondern daß es selbst Fleisch geworden ist. Das aber bedeutet nichts anderes, als daß es in gleicher Weise wie wir an Blut und Fleisch teilgenommen und unseren Leib sich zu eigen gemacht hat und als Mensch aus der Frau hervorgegangen ist, ohne aufzuhören, Gott zu sein. So, finden wir, haben die heiligen Väter gedacht; so haben sie unbedenklich die heilige Jungfrau Gottesgebärerin genannt, nicht wie wenn die Natur des Wortes oder seine Gottheit aus der heiligen Jungfrau ihren Ursprung genommen hätte, sondern weil aus ihr der heilige Leib geboren worden ist, der vernünftig beseelt, und dem das Wort der Person nach geeint war. Deshalb heißt es, daß er selbst dem Fleische nach geboren worden ist.“

Zwei ökumenische Konzile, das von Ephesos 431 und das von Chalcedon 451, beschäftigten sich mit der Thematik. Beide Konzile verurteilten die Lehre des Nestorius. Allerdings nahmen am Konzil von Ephesos nur Gegner der Lehre des Nestorius teil, und das Konzil von Chalcedon wurde von den orientalischen Kirchen und den Nestorianern nicht anerkannt. Letztlich legte sich auch der Kaiser auf das Bekenntnis von Chalcedon fest.
Nach der Festschreibung der Kompromissformel auf dem Konzil von Chalcedon 451 spaltete sich eine erste orthodoxe Kirche ab: Der „Nestorianismus“ wurde 484 im Sassanidenreich zum Bekenntnis der Kirche des Ostens. Die nestorianische Kirche breitete sich weit in den Osten aus. Über die Seidenstraße gelangten Nestorianer nach Indien („Thomaschristen“), Tibet, zu den Uiguren in Zentralasien und sogar bis in die damalige chinesische Hauptstadt Chang’an (heute Xi’an). Eindrücklicher Beweis dafür ist die 1625 ausgegrabene Stele von Sianfu, deren Inschrift von der Verbreitung der östlichen Kirche zeugt:

„Es gab in Syrien einen Bischof namens Alopen […] Er ritt durch Not und Gefahr und kam im neunten Jahr nach Cheng-Kuans in Chang’an an. […] Der Kaiser empfing ihn als Gast im Palast. Die Heilige Schrift wurde in der kaiserlichen Bibliothek übersetzt und ihre Lehre vom Kaiser selbst geprüft. Da der Kaiser voll erkannte, dass sie recht und wahr war, befahl er ausdrücklich ihre Verbreitung.“

Für das Abendland spielen nur die Entwicklungen in Syrien und Ägypten eine Rolle. In der Folge trennten sich die monophysitischen Kirchen und die Kirche des Ostens von der chalcedonischen Reichskirche.